# Rowlandius isabel
Espèce
Rowlandius isabel est une espèce de schizomides de la famille des Hubbardiidae.

## Distribution
Cette espèce est endémique de la province de Puerto Plata en République dominicaine,. Elle se rencontre vers Puerto Plata.

## Description
Le mâle holotype mesure 2,85 mm.

## Étymologie
Son nom d'espèce lui a été donné en référence au lieu de sa découverte, la Loma Isabel de Torre.

## Publication originale
- Armas & Antun, 2002 : Tres especies nuevas de Rowlandius (Schizomida: Hubbardiidae) de República Dominicana, Antillas Mayores. Revista Iberica de Aracnologia, vol. 5, p. 11–17 (texte intégral).